# Donjon (bande dessinée)
 (novembre 2020).
Si vous disposez d'ouvrages ou d'articles de référence ou si vous connaissez des sites web de qualité traitant du thème abordé ici, merci de compléter l'article en donnant les références utiles à sa vérifiabilité et en les liant à la section « Notes et références ».
Pour les articles homonymes, voir Donjon (homonymie).
Donjon est une série de bande dessinée créée par Lewis Trondheim et Joann Sfar en 1998 et publiée chez Delcourt. Parodie d'heroic fantasy à plusieurs niveaux de lecture, elle s'inspire notamment de l'univers du jeu de rôle Donjons et Dragons, et elle relate les aventures liées au destin d'un donjon, depuis sa construction à sa destruction.
La série, comportant 65 albums à ce jour répartis en huit sous-séries, se démarque par son rythme de parution, alors exceptionnel pour une série française, dans la grande variété de tons et de styles d'un album à l'autre, et dans l'ambition démesurée des deux scénaristes Lewis Trondheim et Joann Sfar de prétendument publier 300 tomes, ambition qui relève a priori plutôt de la blague mais donne la mesure du caractère d'épopée recherché par la série.

## Historique
|                                                                    |  |  |
| Lewis Trondheim et Joann Sfar, créateurs et scénaristes de Donjon. |  |  |

C'est Joann Sfar qui est à l'origine de la série. En effet, alors que Lewis Trondheim quitte l'Atelier Nawak où ils travaillaient tous deux en 1994 pour aller s'installer dans le Sud de la France, Joann Sfar garde le contact en lui proposant plusieurs idées de collaborations, que Trondheim refuse systématiquement, jusqu'à ce que Sfar lui envoie finalement par fax le début de Donjon « avec un personnage qui, pour réparer une bêtise, est obligé de se faire passer pour un barbare auprès du gardien ». Lewis Trondheim propose de faire de cette idée la base d'un épisode de sa série Lapinot mais Sfar refuse, prétextant que Lapinot ne l'intéresse pas car il est « un peu chiant et de droite ». L'alliance des deux auteurs se scelle ainsi et il est entendu que Trondheim dessinera Donjon, sur des scénarios écrits à deux. 
Au départ, il n'est question que d'un seul album sans suite mais le projet enfle bientôt car dès le deuxième album, Le Roi de la bagarre, Sfar se dit frustré de ne pas dessiner lui aussi (d'autant qu'il envoie par fax à Trondheim des croquis en couleur à l'aquarelle pour donner corps à son scénario et servir de base aux planches finales) et propose de faire une histoire qui se déroule dans le futur du Donjon. C'est la naissance de la sous-série Donjon Crépuscule. Comme une blague, Trondheim propose alors de faire aussi une série qui se déroule dans le passé mais Sfar le prend au mot et c'est ainsi que naît Donjon Potron-Minet. Le monde de la série se crée ainsi petit à petit, sans avoir été prémédité. D'ailleurs les auteurs n'ont pas établi de bible et avouent qu'ils ont souvent « oublié qui était tel personnage, quel était son pouvoir, où était situé tel lieu ».
La série grandit ainsi progressivement et fait vite appel à d'autres dessinateurs, en premier lieu Christophe Blain pour Potron-Minet (qui remplace Manu Boisteau initialement pressenti), ce qui permet aux auteurs de tenir un rythme de publication soutenu, produisant en onze ans 34 albums divisés en six sous-séries, avant que la série marque une pause en juin 2009. Il est entendu que Joann Sfar ne peut plus se consacrer à la série parce qu'il est accaparé par ses projets audiovisuels. Pourtant, il commence seul une nouvelle histoire d'heroic fantasy, L'Ancien Temps, dont le premier tome paraît en 2009 (et que Sfar bouclera finalement en deux tomes seulement, au bout de dix ans). « Piqué au vif », Trondheim décide alors de créer lui aussi une nouvelle série d'heroic fantasy en solitaire : cela deviendra Ralph Azham, dont le premier tome paraît en 2011 et qui comptera 12 volumes au total.
En 2012, les deux auteurs se retrouvent dans l'idée de boucler les intrigues de la série laissées en suspens : deux épisodes sont scénarisés et storyboardés et censés être dessinés l'un par Sfar et l'autre par Trondheim mais les deux auteurs tardent à s'y mettre et préfèrent finalement confier le dessin à Mazan et Alfred. Ainsi deux albums sont publiés simultanément en mars 2014, Haut Septentrion et La Fin du Donjon, servant de conclusion à la série. Les créateurs de Donjon expliquent vouloir se consacrer à d'autres projets, sans écarter pour autant toute possibilité de reprendre un jour la série : « je ne sais pas si on en fera d’autres dans l’avenir, mais ces deux-là signent la fin d’une époque. » En effet, Sfar est alors pris par son travail pour le cinéma.
La série reprend à partir de janvier 2020, avec de multiples albums publiés dans les sous-séries existantes et la création de deux nouvelles sous-séries,.

## Sous-séries
L'histoire se décompose en trois époques phases, la formation, l’apogée, et le déclin du Donjon, qui correspondent à trois séries Potron-Minet, Zénith et Crépuscule. Celles-ci sont complétées par des séries annexes : Parade, Monsters, Antipodes −, Antipodes +, et Bonus. Ces séries sont abrégées respectivement dans la suite de l'article en DPM, DZ, DC, DP, DM, DA−, DA+, et DB. Les albums sont numérotés de −10 000 à plus de 10 000, le numéro s'appelant « niveau » et formant la chronologie de l’histoire, la majorité des tomes se déroulant entre les niveaux −99 et un peu plus de 100.

### Donjon Potron-Minet
L'époque Potron-Minet (niveaux -99 à 0) raconte la formation de Hyacinthe de Cavallère (l'expression française « potron-minet », tombée en désuétude, signifie « la pointe du jour »), qui deviendra plus tard le Gardien du Donjon. On l'y voit arriver en ville jeune, idéaliste, amoureux et courageux et se transformer en justicier désabusé et vengeur dénommé « La chemise de la nuit ».
On peut trouver des éléments des trois mousquetaires dans cette série d'albums décrivant l'initiation et l'arrivée dans la vie adulte d'un jeune noble des campagnes. L'ambiance est celle des histoires de cape et d'épée, dans une ville violente et corrompue.
Le dessin est de Christophe Blain pour les quatre premiers albums, Christophe Gaultier et Stéphane Oiry prenant le relais pour les suivants.

### Donjon Zénith
L'époque Zénith (niveaux 1 à 100) raconte comment Herbert est entré en possession des différents objets du destin. C'est l'apogée du Donjon, qui est alors un lieu où tous les aventuriers viennent tester leur force, chercher la fortune, connaître la renommée — il s'agit d'une parodie des premiers scénarios de Donjons et Dragons et de la fameuse trinité « porte-monstre-trésor ». Exceptionnellement, le point de vue choisi est celui du Gardien du Donjon et de ses monstres. Le Gardien doit gérer le Donjon à la façon d'une entreprise : « publicité », gestion des employés (les monstres), logistique (nourriture), difficulté des quêtes proposées…
Cette série marque le début du déclin du monde vers un univers plus sombre et obscurantiste. Cependant, l'humour y est très présent, car cette période est une parodie des archétypes de l'Heroic fantasy classique et des jeux de rôle. Herbert est un anti-héros par excellence et Marvin, s'il est plus sérieux, possède des éléments comiques, comme le fait d'être végétarien malgré sa férocité.
Le dessin est de Lewis Trondheim pour les quatre premiers albums, puis de Boulet pour les suivants.

### Donjon Crépuscule
On suit, pendant l'époque Crépuscule (niveaux 101 et plus), le personnage de Marvin Rouge. Le monde est vieux et fatigué, violent et barbare. Il s'est arrêté de tourner et est dirigé d'une main de fer par un tyran, chef politique et religieux de Terra Amata : le Grand Khân. Il règne dans son château, l'ancien Donjon, rebaptisé la Forteresse noire. Ses habitants survivent dans la mince bande de crépuscule située entre le grand désert où il fait perpétuellement jour, et le côté obscur et froid de la planète, plongé dans la nuit. Cette série retrace la fin du mécanisme de déclin amorcé dans Donjon Zénith en un univers effrayant et figé.
Après l'explosion de la planète, le monde devient un archétype d'univers post-apocalyptique, où se mène un combat primaire du bien contre le mal. La fin d'un monde n'est alors pas vue comme un événement forcément négatif car il annonce la naissance d'un nouveau monde et de l'espoir que celui-ci soit meilleur, moins vicié, corrompu ou pollué que l'ancien. Cette idée est fréquente dans les récits de Science-fiction post-apocalyptique.
Le dessinateur est Joann Sfar pour les trois premiers albums, puis Kerascoët pour les deux suivants, Obion pour le sixième, Alfred pour le septième et Mazan pour le huitième, puis Obion à nouveau.

### Donjon Parade
La série Parade décrit les aventures des amis Herbert et Marvin. Chronologiquement, cette série se place entre les niveaux 1 et 2 des Donjon Zénith. Un peu à part dans l'univers de Donjon, Donjon Parade présente des histoires courtes et humoristiques sans lien avec la trame scénaristique globale. 
Le nom de la série (Parade) fait explicitement référence aux Mickey Parade et Pif Parade qui étaient publiés dans les années 1970 : de la bande dessinée à lire par pur plaisir, sans souci de chronologie. Les couvertures des quatre premiers albums sont dans le même esprit: des gags visuels n'ayant qu'un rapport lointain ou inexistant avec l'histoire racontée. Les Parade ont un nombre de pages moins important que les autres albums de la série. L'idée de départ de la série vient d'un projet de Sfar et Trondheim de décliner la série-mère Donjon en série télé d'animation (non feuilletonnante) pour enfants mais très vite les auteurs se rendent compte de la masse de travail nécessaire à la production d'un tel programme et préfèrent en tirer une série de bande dessinée.
Les albums sont d’abord  dessinés par Manu Larcenet jusqu’au tome 5 compris, puis par divers artistes : Alexis Nesme, Tébo, Erwann Surcouf, Delaf, Willy Ohm, Thibaut Soulcié, Mathieu Burniat.

### Donjon Monsters
La série Monsters est une série qui se place en parallèle des trois séries principales. Elle est composée d'albums qui se centrent non pas sur l'intrigue générale, mais sur des personnages, secondaires ou non. Ainsi, les épisodes sont situés à différents moments des trois séries principales, et parfois même très longtemps dans le passé. Les séries se complètent donc en offrant différents points de vue. Chaque album est d'ailleurs réalisé par un dessinateur différent.
Les numéros « officiels » des albums de la série Donjon Monsters (ceux imprimés sur la tranche de l'album) correspondent à l'ordre dans lequel ils ont été publiés, mais il existe aussi un numéro de niveau, imprimé sur la page 1 (entre parenthèses sous le titre) qui informe sur leur emplacement dans le déroulement de la série. Par exemple, le Monsters no 6 correspond au niveau 40, l'histoire se déroule donc vers le milieu de la période Zénith.

### Donjon Antipodes
Deux séries supplémentaires s’intéressent au passé distant et au futur lointain de l’univers des autres séries. Donjon Antipodes −, avec Grégory Panaccione au dessin, démarre au niveau −10 000. Donjon Antipodes +, dessiné par Vince, se déroule à partir du niveau 10 000.

### Donjon Bonus
La série Bonus comprend Clefs en main et Dynastie et magiciens, des jeux de rôle sur table conçus par Arnaud Moragues, ainsi que Création et parchemins,  un recueil de documents retraçants la création de Donjon sorti à l’occasion des 25 ans de la série.

## Albums
Donjon comprend 65 albums publiés à ce jour, entre 1998 et 2025 :
- Donjon Potron-Minet :

1. La Chemise de la nuit, dessin Christophe Blain
2. Un justicier dans l'ennui, dessin Christophe Blain
3. Une jeunesse qui s'enfuit, dessin Christophe Blain

1. Après la pluie, dessin Christophe Blain
2. Sans un bruit, dessin Christophe Gaultier
3. Survivre aujourd'hui, dessin Stéphane Oiry

- Donjon Zénith :

1. Cœur de canard, dessin Lewis Trondheim
2. Le Roi de la bagarre, dessin Lewis Trondheim
3. La Princesse des barbares, dessin Lewis Trondheim
4. Sortilège et Avatar, dessin Lewis Trondheim
5. Un mariage à part, dessin Boulet
6. Retour en fanfare, dessin Boulet
7. Hors des remparts, dessin Boulet
8. En sa mémoire, dessin Boulet
9. Larmes et brouillard, dessin Boulet
10. Formule incantatoire, dessin Boulet

- Donjon Crépuscule :

1. Le Cimetière des dragons, dessin Joann Sfar
2. Le Volcan des Vaucanson, dessin Joann Sfar
3. Armaggedon, dessin Joann Sfar
4. Le Dojo du lagon, dessin Kerascoët
5. Les Nouveaux Centurions, dessin Kerascoët
6. Révolutions, dessin Obion

1. Haut Septentrion, dessin Alfred
2. La Fin du donjon, dessin Mazan
3. Pourfendeurs de démons, dessin Obion
4. Passation, dessin Obion

- Donjon Parade :

1. Un donjon de trop, dessin Manu Larcenet
2. Le Sage du ghetto, dessin Manu Larcenet
3. Le Jour des crapauds, dessin Manu Larcenet
4. Des fleurs et des marmots, dessin Manu Larcenet
5. Technique Grogro, dessin Manu Larcenet
6. Garderie pour petiots, dessin Alexis Nesme
7. Le Sirop des costauds, dessin Tébo
8. L'Hostellerie des impôts, dessin Erwann Surcouf
9. Nécromancien pour de faux, dessin Delaf
10. Micro-héros, dessin Willy Ohm
11. Éternel repos, dessin Thibaut Soulcié
12. Chaos crescendo, dessin Mathieu Burniat

- Donjon Monsters :

1. Jean-Jean la terreur, dessin Mazan
2. Le Géant qui pleure, dessin Jean-Christophe Menu
3. La Carte majeure, dessin Andreas
4. Le Noir Seigneur, dessin Blanquet
5. La Nuit du tombeur, dessin Vermot-Desroches
6. Du ramdam chez les brasseurs, dessin Yoann
7. Mon fils le tueur, dessin Blutch
8. Crève-cœur, dessin Carlos Nine
9. Les Profondeurs, dessin Patrice Killoffer
10. Des soldats d'honneur, dessin Bézian
11. Le Grand Animateur, dessin Stanislas
12. Le Grimoire de l'inventeur, dessin Nicolas Keramidas
13. Réveille-toi et meurs, dessin David B.
14. La Bière supérieure, dessin Bastien Quignon
15. Les Poupoutpapilloneurs, dessin Juanungo
16. Quelque part ailleurs, dessin Guy Delisle
17. Un héritage trompeur, dessin Bertrand Gatignol
18. Noces de fleurs, dessin Aude Picault

- Donjon Antipodes − :

1. L'Armée du crâne, dessin Grégory Panaccione
2. L'Inquisiteur mégalomane, dessin Grégory Panaccione

- Donjon Antipodes + :

1. Rubéus Khan, dessin Vince
2. Le Coffre aux âmes, dessin Vince
3. Changement de programme, dessin Vince
4. Retour de flammes, dessin Vince

- Donjon Bonus :

1. Clefs en main, texte Arnaud Moragues
2. Création et parchemins
3. Dynastie et magiciens, texte Arnaud Moragues et Pierre Chabosy

### Ordre de lecture
Les différents tomes peuvent se lire de différentes manières, soit par série, soit par ordre chronologique du Donjon ou soit par ordre de parution.
- Lire les tomes par séries permet de s'habituer au style de narration et du style du dessin qui diffèrent d'une série à l'autre et de ne pas perdre le fil des aventures du héros.
- Lire les tomes par ordre chronologique du Donjon permet de suivre l'évolution du Donjon et celle des personnages et de comprendre les différentes implications entre les époques.
- Lire des albums de Donjon par ordre de parution permet de suivre la construction de l'univers de Donjon dans l'ordre où les auteurs l'ont créé. Pour pouvoir comprendre toutes les références, clins d’œil, etc. aux autres albums publiés préalablement.

### Albums groupés
Certains albums sont particulièrement liés, formant un ensemble cohérent :
- Armageddon (DC103), La carte majeure (DM3) et Le noir seigneur (DM4) racontent les mêmes événements, mais selon les points de vue de personnages différents[8], à savoir (respectivement) le Roi Poussière, Marvin Rouge et le Grand Khân.
- La trilogie de l'automate, composée de Après la pluie (DPM-84), Le grand animateur (DM11) et Le grimoire de l'inventeur (DM12) suivent le même personnage — le professeur Cormor — sur des époques différentes.
- Haut septentrion (DC110) et La fin du donjon (DC111) sont sortis simultanément et peuvent être lus en parallèle.

## Univers

### Personnages
L'univers de la série est peuplé de nombreuses espèces animales bipèdes intelligentes, qui définissent les différents peuples : les oiseaux du duché Vaucanson, les chiens de Clérembard, les lapins de Zootamauxime, les chats des plaines Kochaques ou les éléphants Babares. Il existe aussi d'autres espèces mythiques comme les dragons, les gobelins, les olfs, et tous les monstres dans leur immense diversité. Les nations ne vivent pas toujours en paix les unes avec les autres, mais la reproduction inter-espèce est parfois possible. Ce monde, où la magie est très présente, est aussi peuplé de morts-vivants, esprits, vampires, squelettes, invisibles, etc.

#### Hyacinthe de Cavallère, le gardien du Donjon
Hyacinthe est le héros de Donjon Potron-Minet. Il est le jeune fils du seigneur De Cavallère, représentant de la vieille noblesse de campagne. Son père l'envoie dans la grande ville d'Antipolis faire ses études chez son oncle, riche entrepreneur ayant rompu les liens avec la famille De Cavallère. Jeune homme idéaliste, croyant en un monde de paix et de justice, abreuvé de romans de cape et d'épée, Hyacinthe décide de devenir justicier masqué sous le nom de la Chemise de la nuit. Sous ce nom, il est accusé à tort d'avoir assassiné le Professeur Fontaine, et est donc activement recherché par la police d'Antipolis. Il rencontre à cette période Alexandra, tueuse qui s'occupe de petits travaux pour son oncle, et dont il tombe immédiatement éperdument amoureux.
Plus tard, entre les périodes Potron-Minet et Zénith, il devient le chef de la guilde des voleurs et des assassins de la ville, avec l'aide d'Alexandra. Plus froid et calculateur que dans sa jeunesse, Hyacinthe apprend alors à gérer un groupe et se débarrasse de ses scrupules.
À la suite de la mort de sa femme Élise et à l'effondrement de la ville, il se réfugie au château de son père avec Alexandra. Il assassinera ensuite la plupart des nobles d'Antipolis pour venger la mort de son père Arakou, fait prisonnier par l'alliance des nobles d'Antipolis afin de faire pression sur Hyacinthe dans le but de reconstruire la ville.
Il devient enfin le fondateur et le gardien du Donjon dans Donjon Zénith. Personnage cynique et désabusé depuis la mort d'Alexandra, il n'en est pas moins pour autant un bon gardien, attaché à son donjon et à ses créatures. Celles-ci le lui rendent bien en manifestant envers lui une grande loyauté.

#### Herbert de Vaucanson, le Grand Khân
Herbert est un des deux héros des séries Donjon Zénith et Donjon Parade. Au début de la période Zénith, c'est un simple canard employé dans le donjon comme homme à tout faire. Ce n'est absolument pas un combattant mais il apprend ensuite à se battre. On découvre plus tard qu'il est en fait l'héritier du puissant Duché de Vaucanson, dont il a été banni pour des raisons politiques, après avoir été soumis à l'entraînement spartiate imposé aux fils de nobles du Duché. D'abord médiocre guerrier, il a néanmoins gardé de cet entraînement des talents de conspiration qui lui serviront abondamment par la suite. Personnage sympathique, séducteur, maladroit, un peu paresseux et « j'm'en foutiste », il sert de référence comique et de lien avec une certaine normalité pour le lecteur.
Il arrive au cours de la période Zénith à rassembler tantôt par chance, tantôt par fourberie, tous les objets du destin, artefacts magiques donnant un pouvoir immense à leur détenteur. Il se voit alors habité par L'Entité noire, qui fait de lui un être malfaisant. Il adopte le nom de Grand Khân. Il est le chef religieux et militaire de Terra Amata. Aux antipodes du sympathique Herbert, le Grand Khân transforme le Donjon en forteresse, et règne d'une main de fer, cruel et despotique, sur le monde entier.
Pendant la période Crépuscule, il libère l'entité noire présente en lui, et provoque alors l'explosion de la planète. Affaibli, il voit alors se multiplier les luttes pour le pouvoir.

#### Marvin, le Roi Poussière
Marvin est un dragon qu'on rencontre dans les trois époques :
Pendant la période Potron-Minet, Marvin apparait pour la première fois (chronologiquement parlant) dans l'épisode Mon fils le tueur (DM 7) où, jeune dragon ailé, il se rend avec sa mère en ville, à Antipolis.
Avec Herbert, c'est l'autre héros des séries Donjon Zénith et Donjon Parade. C'est l'un des meilleurs soldats du donjon. Il sympathise avec Herbert et lui apprend à se battre. Marvin est fier, courageux et possède un sens de l'honneur particulièrement développé. Ce dernier, de même que sa maîtrise des arts martiaux et des techniques de combat, lui viennent de son maitre en art martiaux qu'il a renié au cours du tome Le Roi de la bagarre, tout comme sa religion, le draconisme. Celle-ci lui interdit de se battre contre quelqu'un qui l'a insulté. Bien qu'étant impulsif, il ne déroge jamais à cette règle (jusqu'à Donjon Crépuscule). Il est végétarien et relativement pacifiste, mais paradoxalement impitoyable en combat. Il est à la fois bourru et sentimental. Il a parfois des principes moraux assez rigides, limité dans sa vision du monde par ses croyances et son éducation. Il est analphabète.
Pendant la période Crépuscule, devenu très âgé, il se fait appeler le « Roi Poussière ». Il est l'ennemi mortel du Grand Khân, qui l'a banni mais le surveille pour pouvoir localiser l'emplacement du cimetière draconiste. Devenu aveugle à cause des lois imposées par son culte, il est beaucoup plus souple moralement que durant sa jeunesse. La vieillesse semble lui avoir amené la sagesse nécessaire pour prendre du recul sur la religion, ce qui le fait parfois traiter d'hérétique par d'autres draconistes.

#### Marvin Rouge
Marvin Rouge est le héros de la série Donjon Crépuscule. C'est un lapin anthropomorphe de couleur rouge, originaire de Zootamauxime.
Enfant, pendant la période Zénith (DM 6 : Du ramdam chez les brasseurs), il a été banni par les autres lapins qui l'ont appelé Marvin, comme tous les autres lapins rouges, « en mémoire du Marvin qui a détruit Zautamauxime ». On devine qu'il s'agit d'une référence à Marvin le draconiste, alias le Roi Poussière. Marvin Rouge est recueilli par Grogro et Tonfa, ce dernier deviendra son maître.
Pendant la période Crépuscule, il rencontre le Roi Poussière, qu'il décide de suivre et qui lui fait office de figure paternelle. Sans autre but au départ que chercher à se battre et séduire les filles, il mûrit progressivement au fil des albums. Il est effrayé par la magie et les sorciers car dans son enfance il a ingurgité toutes les potions de Grogro au cours de sa rencontre avec lui et Tonfa. Il est au cours de l'histoire équipé d'une armure de Vaucanson armée d'un fusil-nitro à chaque main. Marvin rouge apprend à s'en servir pour voler, grâce au recul provoqué par le tir. Le Roi Poussière le prend comme disciple et, au fil du temps, lui confie de plus en plus de missions et de responsabilités, allant jusqu'à le nommer formateur des centurions des troupes de dragons

### Lieux
L'histoire se déroule dans un monde fantastique de type médiéval, sur une planète nommée Terra Amata.
- Le Château de Cavallère (DPM)/Le Donjon (DZ)/La Forteresse Noire de la Géhenne (DC) : Au départ le château de la famille de Cavallère, il s'agrandira grâce au travail de Petits Lutins pour devenir le Donjon. Celui-ci est une grande entreprise, contrôlée par le Gardien, et visible à dix jours de marche. Il accueille des aventuriers attirés par des promesses de trésors, et qui seront joyeusement massacrés par les monstres peuplant le Donjon. Cette entreprise s'enrichit grâce aux équipements récupérés sur les aventuriers morts. Enfin, sous le règne du Grand Khân, il deviendra le siège de ses armées infernales...
- Antipolis (DPM) : Cette ville immense est la capitale à l'époque de Potron-Minet. Dirigée par un conseil municipal, cette ville est surpeuplée. De nombreux projets sont à l'étude pour désengorger les grands axes de la cité, dont un projet de métro lacustre souterrain, commandé par le Comte Florotte. Symbole d'un urbanisme "sauvage" et du mépris de l'homme pour la nature, la ville s'autodétruit et s'effondre dans l'épisode "Après la pluie" (DPM-84).
- Zootamauxime[10],[11] (DPM/DZ/DC) : C'est une petite bourgade située près du Donjon, peuplée exclusivement de lapins. Ils sont très méfiants et méprisants envers les étrangers, mais leur bière locale est l'une des meilleures de la région. C'est la ville d'origine de Marvin Rouge dont il fut banni.
- Divinascopus (DZ/DC) : Petite ville située dans les montagnes, elle est le fief des devins et astrologues. De nombreuses bibliothèques et téléscopes sont à disposition des érudits. Les Devins de Divinascopus sont célèbres pour leurs prédictions exactes ; ils ont annoncé la fin de Terra Amata et ont consigné une carte du monde de l'après-Armaggedon, la Carte Majeure. Après l'apocalypse de la planète, ils sont extrêmement excités, car ils ne peuvent plus prévoir ce qui va arriver.
- Poisson-Ville (DPM/DZ/DC) : C'est une cité portuaire construite à flanc de falaises. Elle est construite par paliers : il s'y trouvent des maisons creusées dans les falaises, mais aussi des habitations sous-marines.
- Cochon-Ville (DPM/DZ/DC) : Cette ville est le repaire des magiciens. Durant la pérdiode Potron-Minet, ces derniers sont venus s'y réfugier après l'échec de la Révolution Magique. Les lieux étaient alors peuplés de cochons. Les magiciens leur ont acheté leurs terres et les ont repoussés à la périphérie, entrainant des tensions. Sous Zénith, la ville est prospère et contrôlée par les modérateurs. Les habitations sont en majorité sous terre car celle-ci est imperméable à la magie. Durant le règne du Grand Khân, la ville est assiégée, car les magiciens, aidés des manavores, résistent au Khân.
- Vaucanson[12] (DPM/DZ/DC) : L'un des plus grands duchés de Terra Amata, il est peuplé d'Oiseaux, et en particulier de Canards. Auparavant appelée Canard-Ville, elle fut rebaptisée en hommage au Vicomte de Vaucanson. Elle est protégée par des automates sous son âge d'or. Le secret de leur fabrication s'étant perdu, elle périclite à l'époque de Zénith, où les complots sont monnaie courante. Au Crépuscule, la ville est le fief des ingénieurs et s'est spécialisée dans les armes à feu et les explosifs, comme la nitro. Elle a prêté allégeance à la Géhenne, et est dirigée par les enfants du Grand Khân. De tous temps, cette ville a été en guerre avec le duché de Clérembard.
- Clérembard (DPM/DZ) : Ce duché est continuellement en guerre avec Vaucanson. Il est peuplé de Chiens utilisant des oiseaux esclaves n'ayant aucun droit, les Ostruchiens. Sa ville est industrialisée, avec des manufactures de textiles, mais ses habitants vouent une haine sans mesure envers les Oiseaux.
- Le Grand Poupoulou (DZ/DC) : Cette grande ville est le refuge exclusif des Olfs. Vivant en autarcie depuis de nombreuses années, les Olfs ont développé leurs propres technologies. En état de guerre permanent sous le Grand Khân, ils attaquent tous ceux s'approchant un peu trop près de leurs immenses murailles. Un démon y a envoyé les Invisibles dont seuls les excréments protègent.
- Nécroville (DPM) : Cette ville est en réalité basée sur la mort et son commerce ; un immense cimetière s'y trouve. Tous les malades considérés comme rebuts de la société s'y rendent, mais aussi les avocats et les notaires pour régler les affaires d'héritage.
- Steppes Kochaques (DZ) : Ces grandes plaines au nord-ouest du Donjon sont les lieux de nomadisme privilégiés des Chats Kochaques.
- Île de Mourad le pirate (DZ) : Cette île est le repaire de Mourad et de sa bande de pirates ; Elle sera sûrement désertée après l'empoisonnement de ceux-ci.
- Koubine et Odilon (DZ): Koubine est une île pleine « de chasseurs brutaux et primitifs ». Odilon est elle « une colline peuplée de paisibles bergers ». Herbert et Henri sont chacun envoyés par le maître de Marvin dans un des deux villages, Herbert avec les Bergers, et Henri chez les Chasseurs, pour l'épreuve de "la Guerre des Villages". Herbert apprend à vivre avec les Bergers, en harmonie avec la nature. De son côté, Henri apporte aux Chasseurs l'argent, la hiérarchie, le fer, et les pousse à envahir Odilon, et à massacrer les Bergers. Il semblerait que ces Chasseurs soient devenus les Terrasseurs du Grand Khân, ses gardes du corps d'élite, sous Crépuscule.
- Aquabonne-Ville (DZ) : Ville sous-marine peuplée en majorité d'Aquabonistes, espèce d'Amphibiens vivant la plus grande partie du temps sous l'eau.
- Casaverde (DZ) : Fortin gardé par les soldats des prêtres-aquabonistes Bathystes, en guerre contre le Grand Khân à la fin de Zénith.
- Abysse de Leïlos (DZ) : Situé sous l'océan à plus de mille cinq cents mètres, à la fin de Zénith, il sert de repaire aux pirates Mouradistes, flibustiers amphibiens vouant un culte sans faille à Mourad. Il est rempli par tous les bateaux coulés par les pirates.

### Les objets du destin et l'Entité noire
Les objets du destins sont au nombre de sept. On ne sait pas exactement qui les a créés (le bon dieu selon les petits lutins) mais "ils sont liés au destin de la planète" selon la ceinture du Destin adjointe a son fourreau rétif. Cependant, le destin d'Herbert est lié à celui des objets : il est le premier à tous les rassembler. Lorsque les sept objets sont rassemblés, un être démoniaque nommé L'Entité Noire apparait et prend possession du porteur.
On apprend au fil des épisodes leurs pouvoirs respectifs :
- L'épée du Destin[13] : L'Épée du Destin est un objet magique, et le premier des objets du Destin à être nommé dans la série. Indissociable de la Ceinture du Destin et de son fourreau rétif, c'est en fait la ceinture qui parle et énonce les conditions d'utilisation de l'épée à son nouveau porteur. Elle est de plus soudée sur son porteur jusqu'à sa mort et ce dernier ne peut pas l'enlever, même s'il retire ses autres vêtements.

La ceinture est extrêmement exigeante quant à l'héroïsme de son porteur, et le met parfois en grande difficulté quand elle estime qu'il n'est pas digne d'elle — en l'accusant de couardise, en révélant ses points faibles à ses ennemis, ou en l'attirant dans des pièges.
Si quelqu'un tente de la prendre sans tuer le porteur avant, la ceinture invoque l'un de ses anciens porteurs décédés, en lequel le porteur actuel se transforme temporairement pour punir le responsable du vol. Ceux-ci sont souvent puissants et mythiques, comme Bouboulou le roi des Olf ou Friedrich le Babare. Cependant il arrive aussi parfois que l'ancien porteur invoqué soit un piètre guerrier, celui-ci n'ayant possédé l'épée que très brièvement, par chance. C'est le cas de Guillaume de la Cour ou encore d'Isidore le palefrenier. Ils ne sont alors d'aucun secours pour protéger l'épée.
L'épée émet une faible lueur dans le noir et un de ses tranchants coupe sans tuer. Si le porteur de l'épée essaye d'empoigner une autre arme, la ceinture foudroie le porteur de l'épée sur place, et si quelqu'un d'autre que le porteur empoigne l'épée cette dernière lui brûle également la main et invoque un ancien porteur.
- Les Bottes du Destin : Si des larmes entrent en contact avec une de ces bottes, le porteur se transforme immédiatement en un géant très puissant. S'il porte les deux bottes, l'effet est en quelque sortes doublé : le géant devient grotesque et monstrueux, entrainant notamment des lésions dans la peau du porteur au niveau du torse, et le fait que chacun de ses doigts se termine en cinq bras plus petits.
- Le Manteau du Destin : Ce long manteau protège son porteur mieux que n'importe quelle armure. En effet, celui qui le porte est immunisé contre le feu, les chutes, les armes... Cependant, les parties du corps non couvertes par le manteau sont vulnérables : le porteur peut, par exemple, se faire assommer. Herbert se voit dépossédé du manteau, puis le récupère par hasard, au détriment de Guillaume de la Cour qui le lui réclame sans cesse.
- La Pipe du Destin : Cette pipe, la « Pipe du bon Dieu », comme l'appellent les Lutins, permet, en fumant le tabac nécessaire, d'acquérir différents pouvoirs, comme voir à travers les vêtements, traverser la matière, faire apparaître des monstres de fumée... Chaque tabac ne produit qu'un pouvoir et celui-ci n'est que temporaire. C'est Hyacinthe de Cavallère qui reçoit cette pipe des lutins qu'il a aidés, durant l'époque Potron-Minet. À l'époque Crépuscule, cependant, Herbert avoue que la Pipe ne sert plus à rien car il n'a plus le tabac qu'il faut (DM 4).
- Les Lunettes du Destin : Elles permettent de lire les ouvrages que nul ne peut lire. Dans l'album Le grimoire de l'inventeur (DM 12), on s'aperçoit que c'est Guillaume de la Cour qui les possède.
- L'Anneau du Destin : C'est un anneau de téléportation. En touchant la perle du bout de la langue et en murmurant l'endroit que l'on veut atteindre, il y transporte immédiatement le porteur et ceux qui sont à son contact.
- La Clef du Destin : Elle ne doit jamais entrer en contact avec une serrure.

## Analyses

### Titres
Le titre des albums de chaque série se termine sur la même sonorité :
- [-ɥi] pour Donjon Potron-Minet (La Chemise de la nuit, Un justicier dans l'ennui…)
- [-aʁ] pour Donjon Zénith (Cœur de canard, Le roi de la bagarre…)
- [-ɔ̃] pour Donjon Crépuscule (Le Cimetière des dragons, Le Volcan des Vaucanson…)
- [-o] pour Donjon Parade (Un donjon de trop, Le Sage du ghetto…)
- [-œʁ] pour Donjon Monsters (Jean-Jean la terreur, Le Géant qui pleure…)
- [-an] ou [-am] pour Donjon Antipodes (L'Armée du crâne, Rubéus Khan…)
- [-ɛ̃] pour Donjon Bonus (Clefs en main, Dynastie et magiciens…)

La régularité des rimes des titres d'une même série est remarquable, choix rappelant les contraintes artistiques volontaires de l'Oubapo auquel appartient Lewis Trondheim.